# Mistrzostwa Świata Juniorów w Narciarstwie Klasycznym 1981
Mistrzostwa Świata Juniorów w Narciarstwie Klasycznym 1981 – zawody sportowe, które odbyły się na początku lutego 1981 r. w zachodnioniemieckim Schonach im Schwarzwald. Podczas mistrzostw zawodnicy rywalizowali w 6 konkurencjach, w trzech dyscyplinach klasycznych: skokach narciarskich, kombinacji norweskiej oraz w biegach narciarskich. W tabeli medalowej zwyciężyła reprezentacja Norwegii, której zawodnicy zdobyli 3 złote i 2 srebrne medale.

## Program
12 lutego
- Kombinacja norweska – skocznia normalna, 15 kilometrów indywidualnie (M)

15 lutego
- Skoki narciarskie – skocznia normalna indywidualnie (M)

? lutego
- Biegi narciarskie – 5 kilometrów (K), 15 kilometrów (M)
- Biegi narciarskie – sztafeta 3x5 kilometrów (K), 3x5 kilometrów (M)

## Medaliści

### Biegi narciarskie
Mężczyźni
| Konkurencja            | Data      | Złoto                                                            | Srebro                                                | Brąz                                                |
| ---------------------- | --------- | ---------------------------------------------------------------- | ----------------------------------------------------- | --------------------------------------------------- |
| Bieg na 15 km          | luty 1981 | Lars-Göran Dahl                                                  | Arild Monsen                                          | Gunde Svan                                          |
| Bieg sztafetowy 3x5 km | luty 1981 | Norwegia Reidar Bjørkli · Arild Monsen · Pål Gunnar Mikkelsplass | Szwecja Lars-Göran Dahl · Anders Larsson · Gunde Svan | NRD Uwe Bellmann · Stefan Schicker · Frank Schröder |

Kobiety
| Konkurencja            | Data      | Złoto                                               | Srebro                                             | Brąz                                                          |
| ---------------------- | --------- | --------------------------------------------------- | -------------------------------------------------- | ------------------------------------------------------------- |
| Bieg na 5 km           | luty 1981 | Anne Jahren                                         | Hanne Krogstad                                     | Gina Messner                                                  |
| Bieg sztafetowy 3x5 km | luty 1981 | Norwegia Nina Skeime · Anne Jahren · Hanne Krogstad | NRD Simone Butters · Beate Witscher · Gina Messner | ZSRR Julija Szamszurina · Lilija Wasilczenko · Jelena Klimowa |

### Skoki narciarskie
Mężczyźni
| Konkurencja                       | Data           | Złoto         | Srebro        | Brąz          |
| --------------------------------- | -------------- | ------------- | ------------- | ------------- |
| Skocznia normalna - indywidualnie | 15 lutego 1981 | Matti Nykänen | Ernst Vettori | Steve Collins |

### Kombinacja norweska
Mężczyźni
| Konkurencja                                      | Data           | Złoto              | Srebro            | Brąz          |
| ------------------------------------------------ | -------------- | ------------------ | ----------------- | ------------- |
| Skocznia normalna, bieg na 15 km - indywidualnie | 12 lutego 1981 | Bernd Blechschmidt | Siergiej Szorikow | Thomas Müller |

## Tabela medalowa
| Klasyfikacja medalowa | Klasyfikacja medalowa | Klasyfikacja medalowa | Klasyfikacja medalowa | Klasyfikacja medalowa | Klasyfikacja medalowa |
| Lp.                   | Państwo               | złoto                 | srebro                | brąz                  | złoto · srebro · brąz |
| --------------------- | --------------------- | --------------------- | --------------------- | --------------------- | --------------------- |
| 1.                    | Norwegia              | 3                     | 2                     | 0                     | 5                     |
| 2.                    | NRD                   | 1                     | 1                     | 2                     | 4                     |
| 3.                    | Szwecja               | 1                     | 1                     | 1                     | 3                     |
| 4.                    | Finlandia             | 1                     | 0                     | 0                     | 1                     |
| 5.                    | ZSRR                  | 0                     | 1                     | 1                     | 2                     |
| 6.                    | Austria               | 0                     | 1                     | 0                     | 1                     |
| 7.                    | Kanada                | 0                     | 0                     | 1                     | 1                     |
| 7.                    | RFN                   | 0                     | 0                     | 1                     | 1                     |